# Trimmer (métier)
Pour les articles homonymes, voir Trimmer.
Chez les tailleurs anglais, le trimmer s'occupe des fournitures du costume, tels que les boutons, doublures, triplures, galons, etc. Il s'agit généralement du premier métier exercé par un apprenti-tailleur.